# Услышь молитву мою!
«Услышь молитву мою», соль мажор, WoO 15 (англ. Hear My Prayer, нем. Hör mein Bitten) — антем Феликса Мендельсона для сопрано соло, хора (SATB) и органа (или оркестра в составе: кларнет, фагот, гобой, валторна, скрипки, альты, виолончели, контрабас, литавры).

## История создания Hear My Prayer
Гимн Hear My Prayer Феликсом Мендельсоном был завершен 25 января 1844 года в Лейпциге и вскоре опубликован в Берлине без указания даты публикации. Первоначально написанный на английский текст, впоследствии он был опубликован в немецком переводе, в версии для сопрано, хора и органа (а также в сопровождении камерного оркестра), в Лейпциге издательством Breitkopf & Härtel на немецком языке (Leipzig: Breitkopf & Härtel, 1875 год, Plate M. B. 103) и на английском в Лондоне издательством Boosey & Co (The Choralist, No.300, около 1890 года).
Гимн посвящён пианисту, композитору и дирижёру Карлу Готфриду Вильгельму Тауберту. Мендельсон познакомился с ним во время учёбы у Людвига Бергера, у которого проходил обучение и Тауберт. Мендельсон высоко оценивал его сочинения и был дружен с ним. Первое исполнение состоялось в зале Кросби, в Лондоне, 8 января 1845 года.
Сочинение получило известность благодаря его исполнению сопранистами (среди них Ernest Lough) и детскими хорами (среди них Tiffin Boys Choir). Гимн входит в репертуар церковных хоров.

## Текст произведения
Текст произведения — парафраз первых семи стихов псалма 55 (54). Интерпретация латинского текста и его переложение на английский язык специально для Мендельсона выполнены либреттистом William Bartholomew. Молитва взывает к Господу с просьбой защитить от врагов. Английский и немецкий текст Hear my prayer:
| Hear my prayer, O God, incline Thine ear! Thyself from my petition do not hide. Take heed to me! Hear how in prayer I mourn to Thee, Without Thee all is dark, I have no guide. The enemy shouteth, the godless come fast! Iniquity, hatred, upon me they cast! The wicked oppress me, Ah where shall I fly? Perplexed and bewildered, O God, hear my cry! My heart is sorely pained within my breast, my soul with deathly terror is oppressed, trembling and fearfulness upon me fall, with horror overwhelmed, Lord, hear me call! O for the wings, for the wings of a dove! Far away, far away would I rove! In the wilderness build me a nest, and remain there for ever at rest. | Hör' mein Bitten, Herr, neige dich zu mir, auf deines Kindes Stimme habe Acht! Ich bin allein; wer wird mein Tröster und Helfer sein? Ich irre ohne Pfad in dunkler Nacht! Die Feinde sie droh'n und heben ihr Haupt: "Wo ist nun der Retter, an den ihr geglaubt?" Sie lästern dich täglich, sie stellen uns nach und halten die Frommen in Knechtschaft und Schmach. Mich fasst des Todes Furcht bei ihrem Dräu'n. Sie sind unzählige – ich bin allein; mit meiner Kraft kann ich nicht widersteh'n; Herr, kämpfe du für mich. Gott, hör' mein Fleh'n! O könnt' ich fliegen wie Tauben dahin, weit hinweg vor dem Feinde zu flieh'n! in die Wüste eilt' ich dann fort, fände Ruhe am schattigen Ort. |

## Структура
Сочинение состоит из двух больших частей, каждая включает подразделы. Соло сопрано с органным аккомпанементом открывает произведение. Хор вступает с гомофонным повторением текста сопрано, затем происходит диалог солистки и хора. Вторая часть также открывается соло сопрано. Как и в первой части, хор отвечает солисту, но уже с полифоническим повторением текста.
Часто фрагмент O for the wings, for the wings of a dove! исполняется отдельно в качестве самостоятельного произведения.
- 1. Hear my prayer, O God, incline Thine ear!
- 2. O for the wings, for the wings of a dove!

## Интересные факты
- Концертмейстером на премьере произведения выступила органистка, композитор и музыкальный педагог Энн Мунси[англ.] (1811—1891). Здесь она познакомилась и позже вышла замуж за либреттиста этого сочинения Уильям Бертоломью (1793—1867), который неоднократно сотрудничал с Мендельсоном (в частности, в создании текста его оратории «Илия»).